# Bluepoint Games
Bluepoint Games è un'azienda statunitense dedita allo sviluppo di videogiochi con sede nella città di Austin (Texas), fondata nel 2006 da Andy O'Neil.
L'azienda è nota per la realizzazione di vari remake e remastered di videogiochi del passato.

## Storia
Il primo titolo di Bluepoint Games, Blast Factor, è stato pubblicato quando Sony ha debuttato la sua PlayStation 3 ed era uno degli unici due giochi scaricabili per PS3 disponibili all'epoca.
Il 31 agosto 2009 è stato annunciato che le versioni rimasterizzate di God of War e God of War II sarebbero arrivate insieme su PlayStation 3 in una raccolta di nome God of War Collection. Bluepoint Games si è occupata della realizzazione di questa rimasterizzazione che è stata pubblicata il 17 novembre 2009 in Nord America. successivamente rilasciata in altre regioni da marzo ad aprile 2010.
Al Tokyo Game Show 2010, è stato annunciato che Bluepoint Games avrebbe realizzato una seconda ondata di rimasterizzazioni ad alta definizione per console PlayStation, questa volta rimasterizzando i giochi PlayStation 2, Ico e Shadow of the Colossus insieme raccolti con il nome The Ico & Shadow of the Colossus Collection per PlayStation 3 in uscita in Nord America, Giappone ed Europa a settembre 2011. Anni dopo, nel 2018, Bluepoint ha nuovamente rifatto Shadow of the Colossus per PlayStation 4. Bluepoint ha inoltre gestito la Metal Gear Solid HD Collection, che include versioni HD rimasterizzate di Metal Gear Solid 2: Substance, Metal Gear Solid 3: Subsistence e Metal Gear Solid: Peace Walker, ed è stato rilasciato l'8 novembre 2011.
Bluepoint Games ha collaborato con SuperBot Entertainment per sviluppare PlayStation All-Stars Battle Royale (2012). SuperBot Entertainment, gli sviluppatori originali della versione PS3, hanno costruito il gioco utilizzando il Bluepoint Engine. Bluepoint Games si è occupata della versione PlayStation Vita del gioco.  Il gioco supportava il cross-play tra PS3 e PS Vita.
Grazie al loro buon lavoro nelle rimasterizzazioni, Respawn Entertainment ed Electronic Arts hanno selezionato Bluepoint come partner di co-sviluppo per la versione Xbox 360 di Titanfall, rilasciata nel 2014. Nel frattempo, Santa Monica Studio ha stipulato un contratto con Bluepoint Games per creare le rimasterizzazioni di Flower per PS4 e PS Vita, che sono stati pubblicati nel novembre 2013 in corrispondenza della pubblicazione di PS4.
Dopo Titanfall, Bluepoint Games ha rimasterizzato i primi 3 capitoli del franchise di Uncharted, portandoli su PS4 con il nome Uncharted: The Nathan Drake Collection . Successivamente Bluepoint ha rimasterizzato la versione PS4 di Gravity Rush, che è stata rilasciata in Giappone alla fine del 2015 e all'inizio del 2016 nel resto del mondo.
Nel 2018 fece inoltre uscire una versione remastered di Shadow of the Colossus.
Nel giugno 2020, Bluepoint Games ha annunciato un remake di Demon's Souls su PlayStation 5 in collaborazione con SCE Japan Studio.

Dopo varie indiscrezioni, il 30 settembre 2021 Sony ha annunciato ufficialmente di aver acquisito Bluepoint Games, che entra quindi a far parte dei PlayStation Studios.

## Videogiochi
| Anno | Titolo                                      | Piattaforma/e |
| ---- | ------------------------------------------- | ------------- |
| 2006 | Blast Factor                                | PlayStation 3 |
| 2009 | God of War Collection                       | PlayStation 3 |
| 2011 | The Ico & Shadow of the Colossus Collection | PlayStation 3 |
| 2011 | Metal Gear Solid: HD Collection             | PlayStation 3 |
| 2011 | PlayStation 3, Xbox 360                     |               |
| 2015 | Uncharted: The Nathan Drake Collection      | PlayStation 4 |
| 2015 | Gravity Rush Remastered                     | PlayStation 4 |
| 2018 | Shadow of the Colossus                      | PlayStation 4 |
| 2020 | Demon's Souls                               | PlayStation 5 |